# Giro del Veneto 1951
Il Giro del Veneto 1951, ventiquattresima edizione della corsa, si svolse il 23 settembre 1951 su un percorso di 292,4 km. La vittoria fu appannaggio dell'italiano Antonio Bevilacqua, che completò il percorso in 8h18'30", precedendo i connazionali Luciano Maggini e Danilo Barozzi.
I corridori che tagliarono il traguardo di Padova furono almeno 28.

## Ordine d'arrivo (Top 10)
| Pos. | Corridore          | Squadra          | Tempo    |
| ---- | ------------------ | ---------------- | -------- |
| 1    | Antonio Bevilacqua | Benotto          | 8h18'30" |
| 2    | Luciano Maggini    | Atala            | s.t.     |
| 3    | Danilo Barozzi     | Atala            | s.t.     |
| 4    | Adolfo Grosso      | Wilier Triestina | s.t.     |
| 5    | Sergio Vitali      | Stucchi          | s.t.     |
| 6    | Giovanni Roma      | Bottecchia       | a 8'30"  |
| 7    | Alfredo Martini    | Taurea-Cig       | s.t.     |
| 8    | Luciano Cremonese  | Wilier Triestina | s.t.     |
| 9    | Fiorenzo Magni     | Ganna            | a 9'30"  |
| 10   | Aldo Bini          | Ganna            | s.t.     |